# رياضة دولية

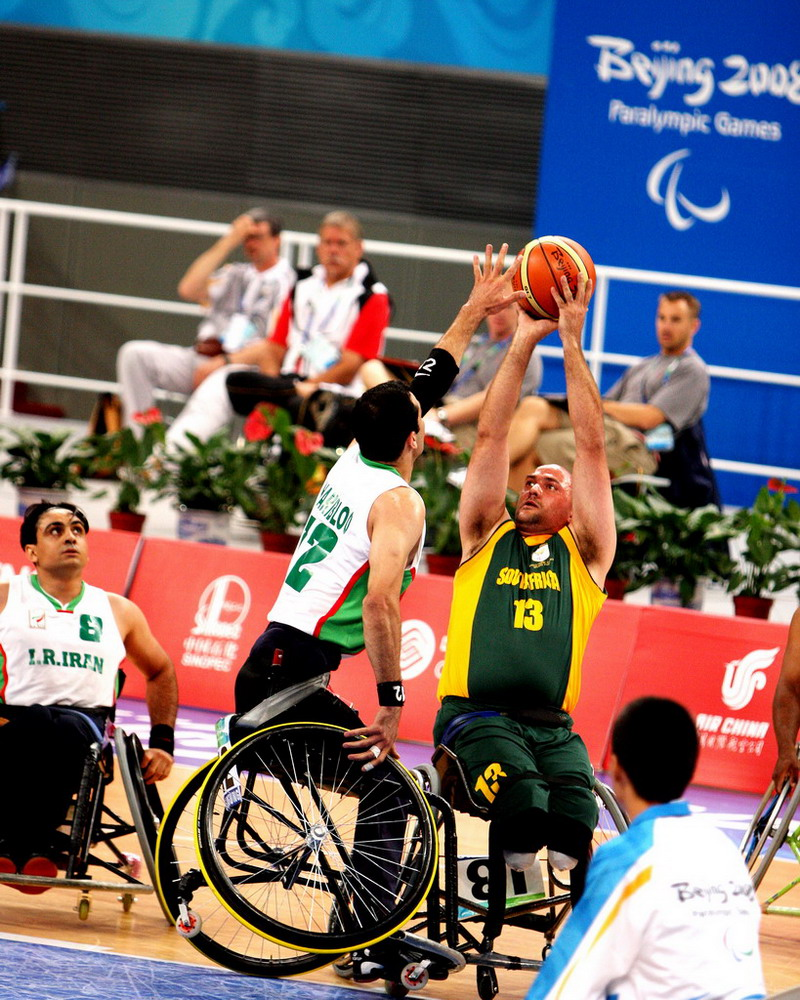
فريقا كرة السلة لذوي الإعاقة يتنافسان في دورة الألعاب البارالمبية الصيفية 2008

الرياضة الدولية هي الرياضة التي مشاركوها يمثلون مختلف البلدان. أكثر حدث رياضي دولي شهرة هو الألعاب الأولمبية. ومن الأمثلة الأخرى كأس العالم لكرة القدم والألعاب الأولمبية للمعاقين.
يمكن أن تكون الأحداث الرياضية الدولية الحديثة كبيرة الأعمال، فضلاً عن تأثيرها على السياسة والاقتصاد وغيرها من الجوانب الثقافية في الدول في جميع أنحاء العالم.

## التاريخ
الألعاب الأولمبية القديمة كانت سلسلة من المسابقات التي عقدت بين ممثلي عدة دول والمدن و الممالك من اليونان القديمة, والتي أظهرت الرياضة بشكل أساسي وأيضا ألعاب القتال وأحداث سباق العربات. خلال الألعاب الأولمبية، كل النضالات المشاركة بين مدن الولايات تم تأجيلها حتى نهاية المباريات. أصل الألعاب الأولمبية يكتنفها الغموض وأسطورية. خلال القرن 19 الألعاب الأولمبية أصبحت حدث عالمي شعبي.

## الاقتصاد
في حين أن بعض الاقتصاديين يشككون في فوائد اقتصادية من استضافة الألعاب الأولمبية، مؤكدا أن مثل هذه «المناسبات الكبرى» غالبا ما يكون  استضافة (أو حتى العطاءات) الأولمبياد كبيرة التكاليف ويبدو أن زيادة  الصادرات للبلد المضيف، بوصفها البلد المضيف أو البلدان المرشحة يرسل إشارة عن الانفتاح التجاري عند تقديم العطاءات لاستضافة الألعاب. علاوة على ذلك، تشير البحوث إلى أن استضافة دورة الألعاب الأولمبية الصيفية  له تأثير إيجابي قوي على التبرعات المقدمة من الشركات التي مقرها في المدينة المضيفة، والتي يبدو أنها تفيد القطاع المحلي غير الربحي. هذا تأثير إيجابي يبدأ في السنوات التي سبقت الألعاب وقد تستمر لعدة سنوات بعد ذلك، وإن لم يكن بشكل دائم. وتشير هذه النتيجة إلى أن استضافة الألعاب الأولمبية قد خلق فرصا للمدن للتأثير على الشركات المحلية في السبل التي تعود بالنفع على غير الربحية المحلية ومؤسسات المجتمع المدني. الألعاب لها أيضا آثار سلبية كبيرة على المجتمعات المحلية المضيفة، على سبيل المثال، مركز حقوق الإسكان والإخلاء التقارير أن الألعاب الأولمبية في نزوح أكثر من مليوني شخص على مدى عقدين من الزمن، في كثير من الأحيان مما يؤثر على الفئات المحرومة.
العولمة باستمرار زيادة المنافسة الدولية في مجال الرياضة. في كأس العالم لكرة القدم ، على سبيل المثال، هو العالم الأكثر على نطاق واسع الحدث الرياضي؛ ما يقدر بنحو 700 مليون شخص شاهدوا المباراة النهائية من كأس العالم لكرة القدم 2010 الذي عُقد في جنوب أفريقيا.
وفقا ل 2011 A. T. Kearney دراسة الفرق الرياضية، الدوري والاتحادات الرياضية العالمية صناعة قيمتها بين 350 مليار يورو 450 مليار يورو (دولار أمريكي480-620 مليار دولار). وهذا يشمل بناء البنية التحتية، السلع الرياضية، المنتجات المرخصة الأحداث الرياضية الحية.

## الألعاب الأولمبية عامل العولمة الرياضية

### إعادة الإرسال الدولي
الألعاب الأولمبية هي عامل رئيسي في عولمة الرياضة.
الرمز الأولمبي هو الأكثر اعتراف  في العالم حتى قبل شعار كوكا كولا.
الألعاب الأولمبية تبث في جميع أنحاء العالم. وهذا يمثل 4.5 مليار من الناس من أجل الألعاب الأولمبية الصيفية 2008.

### عولمة الألعاب الأولمبية
الألعاب الأولمبية خضعت أيضا للعولمة.
الألعاب الأولمبية الأولى في العصر الحديث جرت في عام 1896 ، 9 تخصصات فقط موجودة و 241 الرياضيين ولكن الرجال فقط. مكان المرأة هو ممثل في وضع المرأة في المجتمع، ومن أول أولمبياد 1900 شاركت المرأة ولكن بشكل غير رسمي. في عام 1920 أول النساء شاركت بشكل رسميا كجزء من الألعاب الأولمبية.
عدد  الرياضيين الحاضرين في كل الأولمبياد يتزايد بشكل ملحوظ منذ أول أولمبياد:
- في عام 1896 في دورة الألعاب الأولمبية الأولى 14 بلدا ممثلة ب241 رياضي ل43 حدث ؛
- 1960 روما الألعاب الأولمبية قد جمعت 83 البلدان ما مجموعه 5338 رياضي الذين تنافسوا في 150مناسبه مختلفه ؛
- لندن 2012, 204 البلدان الحالية تمثل 10,568رياضي مجموعه في302حدث.